# Ptrukša
Ptrukša, ungarisch Szirénfalva (1927–1965 slowakisch „Ptruksa“; bis 1907 ungarisch Ptruksa, älter auch Ptruska) ist eine Gemeinde im Osten der Slowakei mit 448 Einwohnern (Stand 31. Dezember 2024), die zum Okres Michalovce, einem Teil des Košický kraj, gehört und in der traditionellen Landschaft Zemplín liegt.

## Geographie

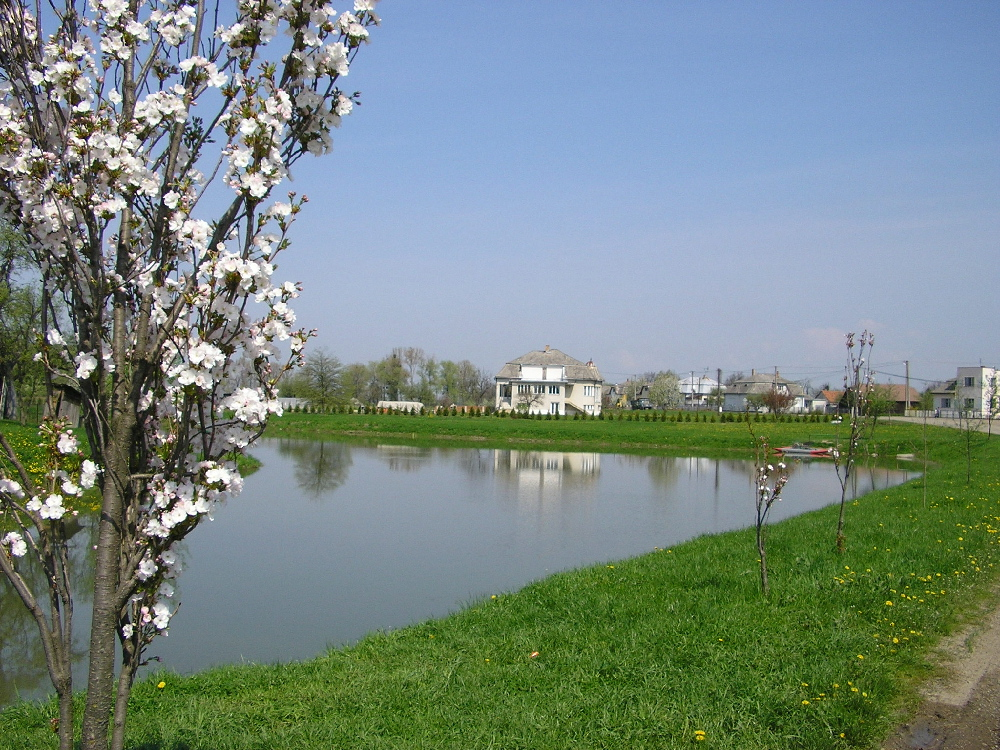
Einer der Pallagcsa-Teiche im Ort

Die Gemeinde befindet sich im südöstlichen Teil der Ostslowakischen Ebene im Ostslowakischen Tiefland, auf einem alten Aggradationsdeich der Latorica, an der Staatsgrenze zur Ukraine. Unweit des Ortes beginnt das Landschaftsschutzgebiet Latorica. Das Ortszentrum liegt auf einer Höhe von 107 m n.m. und ist 13 Kilometer von Veľké Kapušany sowie 41 Kilometer von Michalovce entfernt.
Nachbargemeinden sind Veľké Slemence im Norden und Nordosten, Сюрте/Sjurte (UA) im Osten, Чоп/Tschop (UA) im Südosten, Boťany im Süden und Südwesten und Kapušianske Kľačany im Westen.

## Geschichte

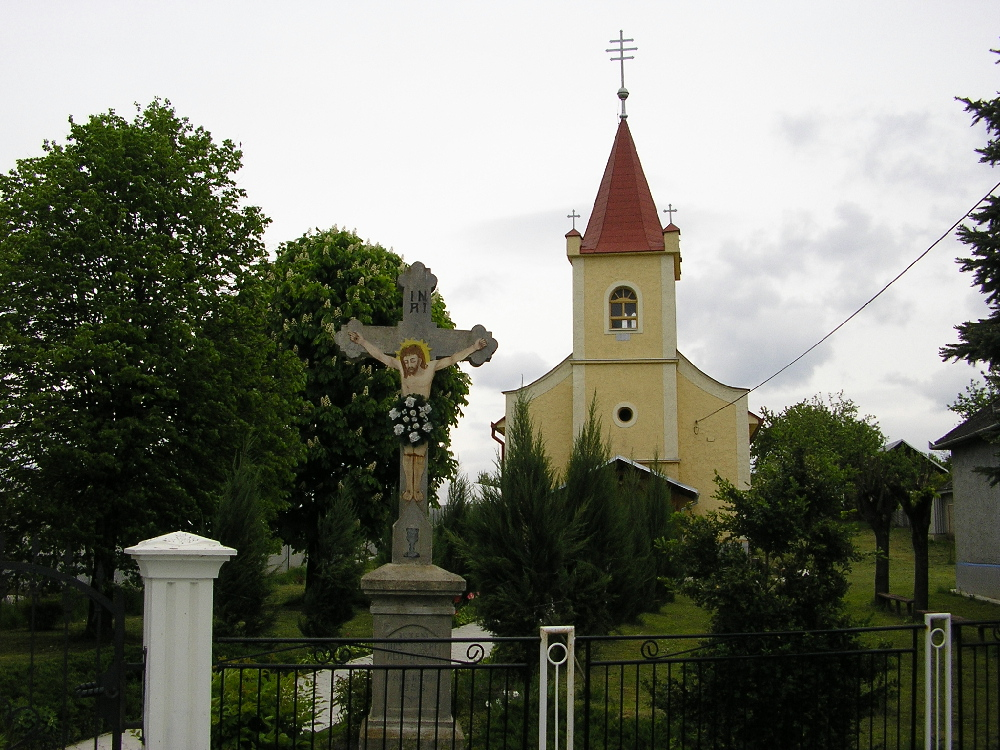
Griechisch-katholische Kirche in Ptrukša

Ptrukša wurde zum ersten Mal 1281 als Pupsa schriftlich erwähnt, weitere historische Bezeichnungen sind unter anderen Pwxa (1427), Puska (1445), Pruksa (1773) und Ptruksa (1808). 1335 und 1348 wurde der Ort als Besitz der Familie Puxay aufgeführt, im 19. Jahrhundert besaß die Familie Hakner die Ländereien. 1427 wurden sieben Porta verzeichnet, im 18. Jahrhundert kam es zu beträchtlichem Bevölkerungsrückgang. 1715 gab es drei Haushalte, 1828 zählte man 61 Häuser und 405 Einwohner, die als Landwirte tätig waren.
Bis 1918/1919 gehörte der im Komitat Ung liegende Ort zum Königreich Ungarn und kam danach zur Tschechoslowakei beziehungsweise heute Slowakei. Auf Grund des Ersten Wiener Schiedsspruchs war der Ort von 1938 bis 1944 noch einmal Teil Ungarns. Nach dem Zweiten Weltkrieg musste der Ort mehr als 70 % des Gemeindegebiets an die Sowjetunion, heute Ukraine, abtreten.

## Bevölkerung
| Jahr                | 1994 | 2004    | 2014    | 2024    |
| ------------------- | ---- | ------- | ------- | ------- |
| Anzahl der Personen | 516  | 519     | 494     | 448     |
| Unterschied         |      | +0,58 % | −4,81 % | −9,31 % |

| Jahr                | 2023 | 2024    |
| ------------------- | ---- | ------- |
| Anzahl der Personen | 452  | 448     |
| Unterschied         |      | −0,88 % |

Nach der Volkszählung 2011 wohnten in Ptrukša 512 Einwohner, davon 441 Magyaren, 60 Slowaken und ein Deutscher. Ein Einwohner war konfessionslos und neun Einwohner machten keine Angabe zur Ethnie.
215 Einwohner bekannten sich zur reformierten Kirche, 173 Einwohner zur griechisch-katholischen Kirche, 102 Einwohner zur römisch-katholischen Kirche, sieben Einwohner zur Evangelischen Kirche A. B. sowie jeweils ein Einwohner zu den Brethren, zu den Zeugen Jehovas und zur jüdischen Gemeinde. Ein Einwohner war konfessionslos und bei 11 Einwohnern wurde die Konfession nicht ermittelt.

## Bauwerke und Denkmäler
- griechisch-katholische Kirche

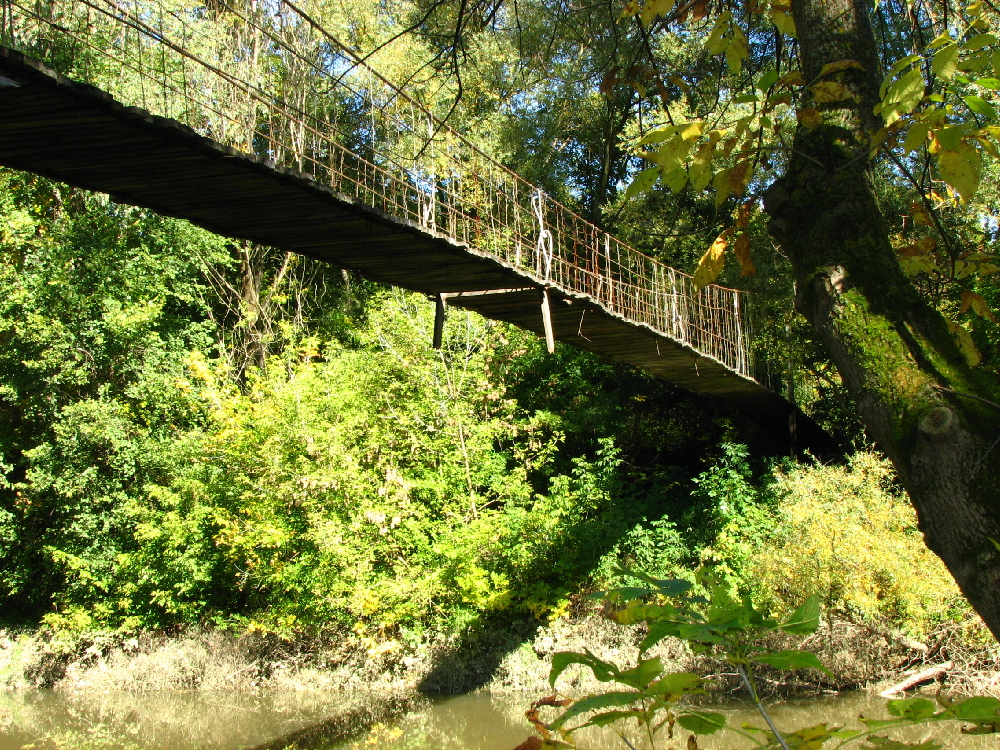
Drahtseilbrücke für Fußgänger über die Latorica

- reformierte (calvinistische) Kirche
- jüdischer Friedhof
- 106 m lange und 7 m hohe Drahtseilbrücke über die Latorica auf dem Weg nach Boťany

## Wirtschaft und Verkehr
In Ptrukša endet die Cesta III. triedy 3757 („Straße 3. Ordnung“) von Veľké Slemence und Ruská heraus.